# طارق ذياب
طارق ذياب هو وزير الشباب والرياضة في تونس بحكومة حمادي الجبالي، ثم عين في نفس المنصب في حكومة علي العريض منذ 2013. وقد كان لاعب دولي تونسي سابق ولد يوم 15 جويلية 1954 وكان يلعب كصانع ألعاب. لعب في نادي الترجي الرياضي التونسي. تحصل على الكرة الذهبية الأفريقية سنة 1977 وشارك مع المنتخب التونسي في نهائيات كأس العالم 1978 وفي الألعاب الأولمبية بسيول لسنة 1988 التي سجل خلالها هدفين ضد المنتخب المغربي في التصفيات إضافة إلى هدف في النهائيات ضد السويد. تخلى عن اللعب نهائيا عام 1990 وكانت آخر مبارياته في إياب كأس إفريقيا ضد الأهلي بالقاهرة. عمل كمحلل رياضي مع قناة ارت كما عمل لمدة سبع سنوات كمحلل في قناة الجزيرة الرياضية قبل أن يقدم استقالته من القناة في ديسمبر 2011 بعد تعيينه وزيرا للرياضة. 

## المسيرة الرياضية

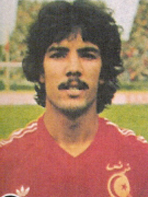
طارق ذياب سنة 1978.

صانع الألعاب والخبير الإستراتيجي المختار التونسي في كأس العالم 1978 في الأرجنتين، يُطلق عليه «إمبراطور كرة القدم». تعلم كرة القدم في أول مدرسة لكرة القدم أسسها عبد الرحمان بن عز الدين في عام 1966 ، مع رفاقه هادي بياري ولطفي العروسي. فاز ببطولة المدارس في عام 1967 ، قبل انضمامه إلى جمعية أريانة الرياضية، ثم تدرب في الترجي الرياضي بتونس حيث واصل مسيرته المهنية.
إنه اللاعب التونسي الوحيد الذي فاز بكأس الكرة الذهبية الإفريقية في عام 1977. وهو يرتدي الرقم 10 ، وهو ماهر ومقدر في تونس. في المملكة العربية السعودية، حيث لعب موسمين، تمكن من الفوز بالكرة الذهبية.
في عام 1987 ، بمناسبة عودته إلى المنتخب الوطني، تمكن من تأهل تونس في الألعاب الأولمبية الصيفية لعام 1988 بتسجيله هدفين ضد الفريق المغربي. في عام 1990 ، قام بتوديع المنتخب الوطني بعد مباراة ضد فريق إنجلترا (1-1). في يناير 1992 ، خلال مباراة بين الترجي الرياضي التونسي ويوفنتوس، شارك ذياب في أول 35 دقيقة من المباراة وقدم عرضًا أخيرًا عن موهبته. في عام 2000 ، حصل على جائزة أفضل لاعب كرة قدم تونسي في القرن العشرين. بعد تعليقه، افتتح متجراً للسلع الرياضية وترأس جمعية أريانا الرياضية، قبل اختيار العمل كمستشار رياضي على قناة الجزيرة الرياضية.

## التتويجات
طارق ذياب لديه سجل رياضي استثنائي في تونس:
- الرابطة التونسية المحترفة الأولى لكرة القدم: 1975، 1976، 1982، 1985، 1988 و1989 (353 مباراة و 107 أهداف)

- كأس تونس لكرة القدم: 1986 و1989 (45 مباراة و 13 هدف)

- كأس خادم الحرمين الشريفين: 1979

شخصية:
- جائزة أفضل لاعب في الدوري السعودي:1979

- حائز على الكرة الذهبية الأفريقية:1977

- أفضل لاعب وسط في افريقيا:1977

- الهداف التاريخي الترجي الرياضي التونسي: 128 هدف

- أكثر من شارك مع الترجي الرياضي التونسي:429 مباراة

- متحصل على المرتبة 27 في ترتيب أفضل 30 لاعب افريقي عبر التاريخ من قبل فرانس فوتبول

- متحصل على المرتبة 15 لأفضل لاعب إفريقي للقرن 20 من قبل فرانس فوتبول

- أفضل لاعب تونسي في القرن 20

تم اختياره في الفريق التونسي 108 مرات، فهو مع خالد بن يحيى، الصادق ساسي، الذي لديه 116 مباراة دولية، لكن ذياب عوقبته تعليقه من قبل وزارة الشباب والرياضة بعد دورة الألعاب المتوسطية لعام 1983 ، الذي طرده من المنتخب الوطني حتى نهاية Qعام 1987. ولعب أول مباراة دولية له في 2 يونيو 1974 ضد المنتخب العراقي واجتماعه الأخير في 2 يونيو 1986 ضد الفريق. إنجلترا. وسجل خمسة عشر هدفا في المنتخب الوطني.

## قضايا وتتبعات
في مايو 2008 ، تم تعيينه نائبا لرئيس الترجي الرياضي في تونس، مسؤولا عن قسم كرة القدم. في 6 يوليو، تصدر عناوين الصحف من خلال عدم مصافحة وزير الرياضة عبد الله الكعبي أثناء تقديمه لكأس كرة القدم التونسية، بعد انتقاده لإدارة الأحداث على هامش دورة كرة قدم. مباراة الدرجة الثالثة. ووفقا له، فإن الوزير هو الذي كان سيغير عينيه لأنه كان على وشك التواصل معه. تم إقالته من منصبه في 11 يوليو، عندما لم تعلق معظم الصحف التونسية على القضية، واعتقلت لفترة وجيزة في 14 يوليو، تاركًا حديقة التدريب بالنادي، على أساس أن التأمين كانت سيارته ليست في النظام.
في أكتوبر / تشرين الأول، حُكم عليه بالسجن لمدة شهر مع وقف التنفيذ وغرامة قدرها 300 دينار بتهمة ارتكاب مخالفات مرورية وتصريحات تجديف ومحاولة رشوة ضابط شرطة ؛ يصف المحاكمة بأنها «انقلاب».

### نزاع مع الاتحاد التونسي لكرة القدم
ينشأ نزاع بين الوزير ورئيس الاتحاد التونسي لكرة القدم وديع الجري على أساس اختيار المدرب الوطني. في الواقع، وبدعم من الفيفا، الذي يحظر أي تدخل سياسي في شؤون الاتحادات، لا يتشاور جاري مع الوزير ويعين مختار تليلي كمستشار خاص ونبيل معلول كمدرب. ومع ذلك، فإن كلاهما من أتباع حزب سياسي، نداء تونس، الخصم الرئيسي لحركة النهضة الحاكمة، والمعارضون منذ زمن طويل لذياب وحليفه خالد بن يحيى الذي اقترح تعيينه رئيسًا ل المنتخب الوطني.
وخلص الوزير إلى أن جاري يعلن الحرب له، متناسين أن الاستقلال المطلق للاتحادات التي ينادي بها FIFA لا ينطبق هنا لأن الاتحاد يعتمد مالياً على الحكومة. يعتبر تعيين Tlili في منصب غامض، إلى جانب أسطول من المدربين والفنيين، علامة على سوء الإدارة من قبل الاتحاد، والذي يعتبر أنه غير مسؤول أمام الإدارة، والتي يجب أن تكون مضمون لتمويل ميزانيتها. يحتل النزاع إحدى الصحف، ويهين الطرفان بعضهما البعض. بالاستفادة من الإقصاء المؤقت للمنتخب الوطني لكأس العالم 2014 ، بعد هزيمة أمام الرأس الأخضر، كتبت الوزارة إلى FIFA للشكوى من انتهاكات الاتحاد والسعي للحصول على رأيه.
بعد شكوى جاري لرشيد الغنوشي، رئيس حركة النهضة، يقدم هادي البنزرتي، عضو لجنة توجيه نداء تونس ورئيس جمعية رؤساء النادي، متطلبات المنح ويؤجل استئناف المسابقات حتى يتم استيفاء هذه الشروط لوضع الوزير في صعوبة. حتى أن البعض تجسس على لقاء الوزير مع أندية Ligue III ؛ يعترف كريم هاني، رئيس الاتحاد الرياضي في سبيطلة، بأنه أعطى لجاري تسجيلًا لهذا الاجتماع. ومع ذلك، فإن استقالة المعلول، معجزة المنتخب الوطني، ورد جاري على الفيفا حيث ينكر تدخل الوزارة وتدخل رئيس الحكومة لتخفيف الموقف مؤقتًا.

## الأنشطة السياسية
في 24 ديسمبر 2011 ، أصبح وزيراً للشباب والرياضة في حكومة حمادي الجبالي، حيث يساعده وزير الخارجية هشام بن جمعة. تم إعادة تعيينه في حكومة علي العريض، حيث يساعده وزير دولة آخر، فتحي توزري.
لم يُسجّل كمرشح لحركة النهضة للانتخابات البرلمانية لعام 2014 في الدائرة الأولى بتونس، ولم يسجل في القوائم الانتخابية خلال الوقت المطلوب ليكون قادرًا على التقدم لشغل منصب انتخابي ؛ وأخيرا تم استبداله بنذير بن عمو.

## روابط خارجية
- طارق ذياب على موقع الاتحاد الدولي (مؤرشف)  (الإنجليزية)
- طارق ذياب على موقع قاعدة بيانات كرة القدم.إي يو (الإنجليزية)
- طارق ذياب على موقع ناشيونال فوتبول تيمز (الإنجليزية)
- طارق ذياب على موقع أوليمبيديا (الإنجليزية)